# سیارک ۱۸۵۷
سیارک ۱۸۵۷ (به انگلیسی: 1857 Parchomenko، نامگذاری:1971QS1) هزار و هشتصد و پنجاه و هفتمین سیارک کشف شده‌است که در ۳۰ اوت ۱۹۷۱ کشف شد.
قدر مطلق سیارک برابر ۱۲٫۳۰ است.